# Маркова, Людмила Артемьевна
Людми́ла Арте́мьевна Ма́ркова (12 декабря 1932, Ленинград — 26 декабря 2020) — советский и российский философ, доктор философских наук, специалист в области философии, методологии и истории науки.

## Биография
Родилась в Ленинграде в 1932 году.
В 1955 году окончила философский факультет ЛГУ.
С 1964 года жила в Москве.
С 1964 по 1987 год работала в Институте истории естествознания и техники АН СССР.
В 1972 году в Институте истории естествознания и техники АН СССР защитила диссертацию на соискание ученой степени кандидата философских наук на тему: «Зарождение и формирование основных методологических направлений в буржуазной историографии науки».
С 1987 по 2020 год, до последних дней жизни, работала в Институте философии РАН на должности ведущего научного сотрудника.
В 1987 году защитила диссертацию на соискание ученой степени доктора философских наук на тему: «Методологические основания историко-научных исследований».
В 1987 году вышла ее фундаментальная монография «Наука: История и историография XIX–XX вв.».
Последние 16 лет работала в секторе социальной эпистемологии Института философии РАН, где активно включилась в разработку секторской проблематики, была постоянным автором журнала «Эпистемология и философия науки» и соавтором практически всех коллективных трудов.
Маркова — одна из многолетних «семинаристов» Библера. Самостоятельно переводила свои статьи на английский язык.
В сферу её научных исследований входили: глубинные трансформации базовых понятий истории и философии науки – научной истины, научных революций и эволюции науки; проблемы диалогического характера современной науки, трансформация роли субъекта в научном познании, те изменения, которые приносит в науку ситуация постмодерна.
Темы исследовательской работы: проблемы познавательного мышления в контексте постмодернистской и постаналитической философии, новые подходы к субъект-предметному отношению, гуманизация науки и ее сближение с искусством, интерсубъективные отношения на фоне онтологических представлений XX века.

## Научные труды
- Основные методологические направления в зарубежной истории науки : обзор западно-европейской и американской литературы : материалы к XIII Международному конгрессу по истории науки / С. Р. Микулинский, Л. А. Маркова. - Москва : Наука, 1971. - 48 с.; 21 см. - (АН СССР, Институт истории естествознания и техники; 1).
- Альфонс Декандоль. 1806—1893 / С. Р. Микулинский, Маркова Л. А., Старостин Б. А.  [АН СССР]. - Москва : Наука, 1973. - 295 с., 4 л. ил. : ил., портр. ; 20 см. - (Научно-биографическая серия]). - Труды А. Декандоля и лит. о нем: с. 278-293
- Alphonse de Candolle (1806-1893) / Mikulinskij S. R., Markova L. A., Starostin B. A. - VEB Gustav Fischer Verlag Jena, 1980.
- Наука : История и историография XIX-XX вв. / Л. А. Маркова; Отв. ред. В. Ж. Келле; АН СССР, Ин-т истории естествознания и техники. - Москва : Наука, 1987. - 262,[2] с.; 22 см.
- Конец века - конец науки? / Л. А. Маркова; Рос. АН, Ин-т философии. - Москва : Наука, 1992. - 132,[2] с.; 22 см.; ISBN 5-02-008199-X : Б. ц.
- Теоретическая историография науки. М., 1992.
- Наука и религия. Проблемы границы / Л. А. Маркова ; Ин-т философии РАН. - Науч. изд. - Санкт-Петербург : Алетейя, 2000. - 254, [1] с. : ил.; 17 см.; ISBN 5-89329-224-3
- Философия из хаоса : Ж. Делез и постмодернизм в философии, науке, религии / Л. А. Маркова ; Рос. акад. наук, Ин-т философии. - Москва : Канон+ : ОИ "Реабилитация", 2004. - 383 с. ; 20 см.. - (Современная философия). - Библиогр. в подстроч. прим.
- Человек и мир в науке и искусстве / Л. А. Маркова ; Российская акад. наук, Ин-т философии. - Москва : Канон+, 2008. - 383 с.; 20 см.; ISBN 978-5-88373-074-9 : 1000
- Мышление ученого вчера и сегодня : [коллективная монография] / [Л. А. Маркова и др.] ; под ред. Л. А. Марковой ; Федеральное гос. бюджетное учреждение науки Ин-т философии Российской акад. наук. - Москва : Альфа-М, 2012. - 350 с.; 22 см. - (Библиотека журнала "Эпистемология & философия науки").; ISBN 978-5-98281-314-5 (в пер.)
- Наука на грани с ненаукой / Л. А. Маркова ; Рос. акад. наук, Ин-т философии. - Москва : Канон+ РООИ "Реабилитация", 2013. - 335 с. ; 21 см.. - Библиогр. в подстроч. примеч.
- Социальная эпистемология - в контексте прошлого и будущего / Маркова Л. А. ; Российская акад. наук, Ин-т философии. - Москва : КАНОН+, 2017. - 271 с.; 21 см.; ISBN 978-5-88373-024-4 : 1000 экз.
- Социальная философия науки : российская перспектива : монография / И. Т. Касавин, Л. А. Маркова, О. Е. Столярова и др. ; под редакцией члена-корреспондента РАН И. Т. Касавин Федеральное государственное бюджетное учреждение науки Институт философии Российской академии наук. - Москва : КНОРУС, 2020. - 413 с. : ил. ; 22 см.. - (Серия "Библиотека журнала "Epistemology&Philosophy of science" / редкол.: чл.-корр РАН И.Т. Касавин (пред.) [и др.]). - Библиогр.: с. 395-413 (382 назв.)
- Философия науки и семантика: монография / Авторы: Антоновский А. Ю. – раздел 1; Аргамакова А. А. – раздел 1, 3; Бараш Р. Э. – введение, раздел 1; Вострикова Е. В. – введение, раздел 3; Кошлаков Д. М. – раздел 1; Кржевов В. С. – раздел 1; Куслий П. С. – введение, раздел 3; Маркова Л. А. – раздел 2; Момджян К. Х. – раздел 1; Погожина Н. Н. – раздел 1; Соколова Т. Д. – раздел 1, 2; Тухватулина Л. А. – раздел 2; Черняк А. З. – раздел 2; Швырков А. И. – раздел 1; Шевченко С. Ю. – раздел 2.  // Научн. ред. и сост. Р. Э. Бараш, Е. В. Вострикова, П. С. Куслий. – Москва: Изд-во «Русское общество истории и философии наук», 2020. – 328 с. ISBN 978-5-6045557-4-3

- Nauka w historii ciwilizacji (H. Th. Buckle) / L. A. Markowa // Kwartalnik historii nauki I techniki. Rok XXII, nr 3, Warszawa, 1977. S. 457-470.
- Creative Work as an Object of Theoretical Understanding / Kirsanov V. S., Markova L. A. // Theory Change, Ancient Axiomatics, and Galileo’s Methodology. Proceedings of the 1978 Pisa Conference on the History and Philosophy of Science. Volume 1. Ed. By J. Hintikka, D. Gruender and E. Agazzi. D. Reidel Publishing Company. Dordrecht: Holland / Boston: U.S.A. London: England. 1981. S. 287-310.
- Научное творчество как предмет теоретического понимания // Методологические проблемы историко-научных исследований. М., 1982
- Some Problems of the Sociology of Science in the Context of Karl Marx’s Ideas of Science // NTM-Schriftenr. Gesch. Naturwiss., Technik, Med., Leipzig 23, 1986, Heft 1. S. 1-9.
- Новые формы историко-научных исследований и их перспективы // Вопросы, истории естествознания и техники. 1987. № 2
- Историки и социологи науки о социальной природе научного знания // Современная западная социология, науки. М., 1988
- Наука и культура, в контексте ситуационных исследований // Наука и ее место в культуре. Новосибирск, 1990
- Разрушает ли научная революция старое знание? // Традиции и революции в истории науки. М., 1991
- Possible Forms of Historical Reconstruction / Historical Types of Rationality. Proceedings of the First Greek-Soviet Symposium on Science and Society. National Technical University of Athens, 1992. P. 75-87.
- Возникновение позитивистской историографии естествознания (XIX в.) /Принципы историографии естествознания. Теория и история. Наука. М., 1993. С. 192-198.
- Наука и религия глазами христианского богослова С. Яки / Философско-религиозные истоки науки Мартис, М., 1997. С. 219-264.
- О возможности соотнесения науки и религии //Вопросы философии, № 11, 1997. С. 73-89.
- Теология в эпоху постмодернизма // Вопросы философии, № 2, 1999. С. 109-127.
- Наука на своих границах с религией и хозяйством (по работам С.Н. Булгакова) / Границы науки. РАН Институт философии, М., 2000. С. 228-274.
- Трансформация оснований историографии науки / Принципы историографии естествознания: XX век. Алетейя, С.-Петербург, 2001. С. 69-124.
- Нетождественное мысли бытие в философской логике (В.С. Библер и Ж. Делёз) // Вопросы философии, № 6, 2001. С. 159-175.
- Философия из хаоса. Ж. Делёз и Ф. Гваттари о философии как творчестве концептов // Вопросы философии, № 3, 2002. С. 147-159.
- От математического естествознания к науке о хаосе // Вопросы философии, № 7, 2003. С. 78-91.
- Логика смысла Ж. Делёза вместо откровения религии / Наука, философия, религия: в поисках общего знаменателя. РАН Институт философии, М., 2003. С. 227-261.
- Томас Кун вчера и сегодня // Философия науки. РАН Институт философии.  Вып. 10, М., 2004. С. 29-48.
- Самодостаточность вместо объективности  / Человек. Наука. Цивилизация. К семидесятилетию академика В.С. Стёпина. Москва, Канон + , 2004. С. 224-234.
- Variability and Stability in Natural Sciences / The IV Russian Philosophical Congress 24-28 May 2005, Moscow. Papers of the international symposium Knowledge and Society, (chairman Ilya Kasavin), Канон+, М., 2005. P. 226-230.
- Об истоках рациональности нового научного знания // Эпистемология и философия науки. Т. III, № 1, М., Канон+, 2005. С.163-185.
- О возможности диалога в науке / Наука глазами гуманитария. Прогресс-Традиция, Москва. 2005.  С. 287-326.
- В. С. Библер и Ж. Делёз о науке и искусстве / АРХЭ:Труды культурно-логического семинара. Вып. 4. Москва: РГГУ, 2005. С. 80-107.
- От диалога к хаосу: В науке и искусстве / Наука и искусство. Российская Академия Наук. Институт философии. Москва, 2005. С. 133-163.
- Изменчивость и устойчивость в науке // Вопросы философии, № 2, 2005. С. 103-115.
- Переосмысление субъект-предметного отношения // Вопросы философии, № 8, 2006. С. 98-110.
- Культурология В. С. Библера / Культурология. Энциклопедия. М., РОССПЭН 2007. Т. I. С.195-200.
- Контекст и слово // Эпистемология & философия науки. Т. XIII, № 4. С. 188-205.
- Философия и наука / Наука. Философия. Религия. Книга вторая. РАН Институт философии. М., 2007. С. 54-70.
- Место субъекта в научном исследовании / Грани познания. Наука, философия, культура в XXI веке. В двух книгах. Книга 1. М., Наука, 2007. С. 93-114.
- Поворот в исследованиях социального характера научного знания // Вопросы философии. 2016. №4. С. 182-193.
- Другая наука, в результате – новая научная политика // Вопросы философии. 2017. №12.
- Материальность мысли в языке и рисунке // Вопросы философии. 2019. №4.

- Томас Самюэль Кун.  Структура научных революций / Т. Кун ; Перевод с англ. И. З. Налетова ; Общ. ред. и послесл. С. Р. Микулинского и Л. А. Марковой. - Москва : Прогресс, 1975. - 288 с. : черт.; 21 см. - (Логика и методология науки). 
  - Томас Самюэль Кун.  Структура научных революций /  Т. Кун ; Перевод с англ. И. З. Налетова ; Общ. ред. и послесл. [с. 274-292] С. Р. Микулинского и Л. А. Марковой. - 2-е изд. - Москва : Прогресс, 1977. - 300 с. : ил.; 20 см. - (Логика и методология науки).
  - Томас Самюэль Кун.  Структура научных революций / Т. Кун; Пер. с англ. И. З. Налетова; Общ. ред. и послесл. С. Р. Микулинского и Л. А. Марковой. - Благовещенск : БГК им. А. И. Бодуэна де Куртенэ, 1998. - 300 с. : ил.; 20 см. - (Корпус гуманитарных дисциплин / Благовещ. гуманитар. колледж им. А. И. Бодуэна де Куртенэ).; ISBN 5-80157-082-9
- Границы науки / Рос. акад. наук. Ин-т философии; [Отв. ред. Л. А. Маркова]. - Москва : ИФ РАН, 2000. - 273, [2] с.; 20 см.; ISBN 5-201-02018-6